# Ратуша (Каунас)

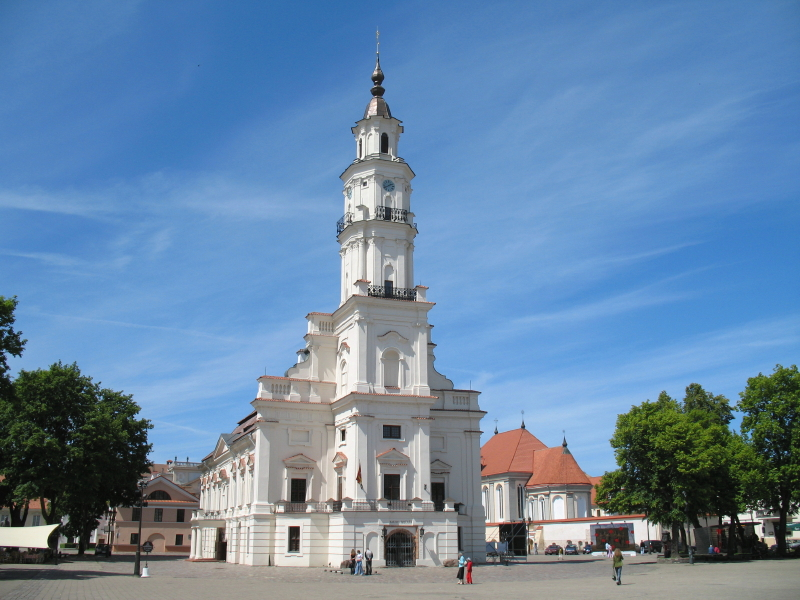
Каунасская ратуша

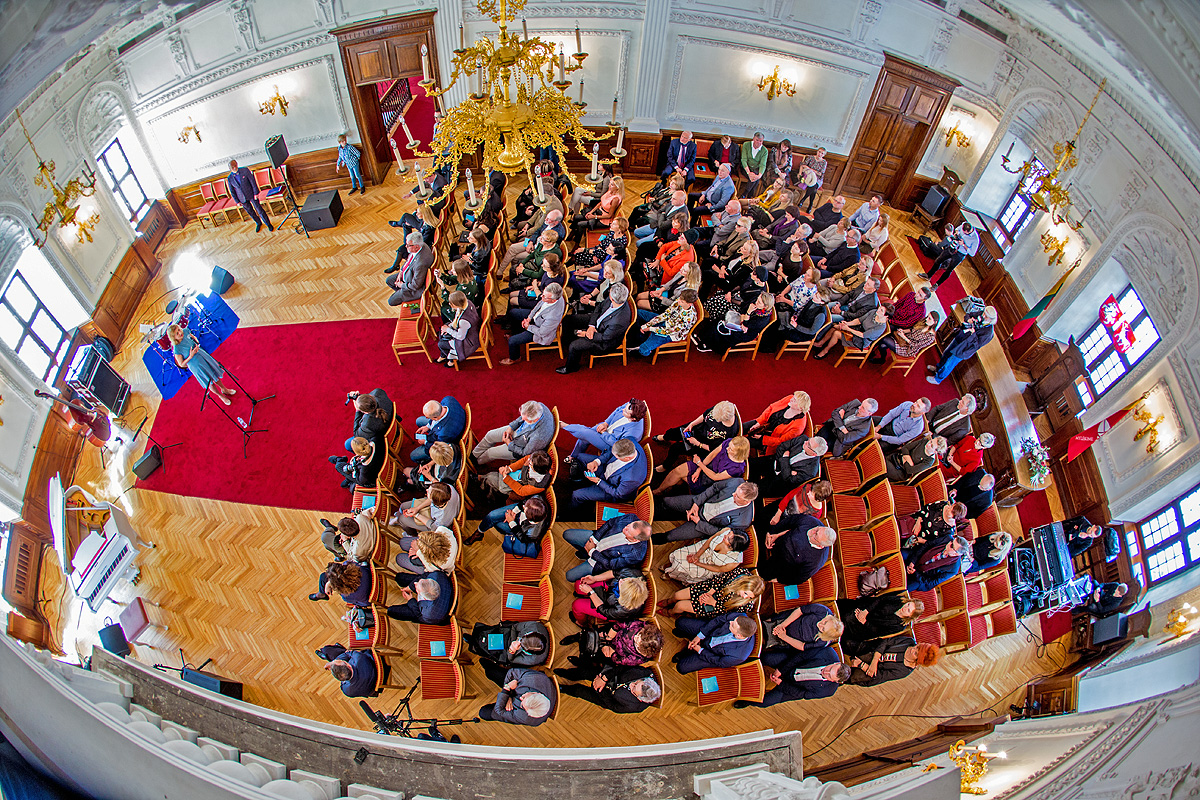

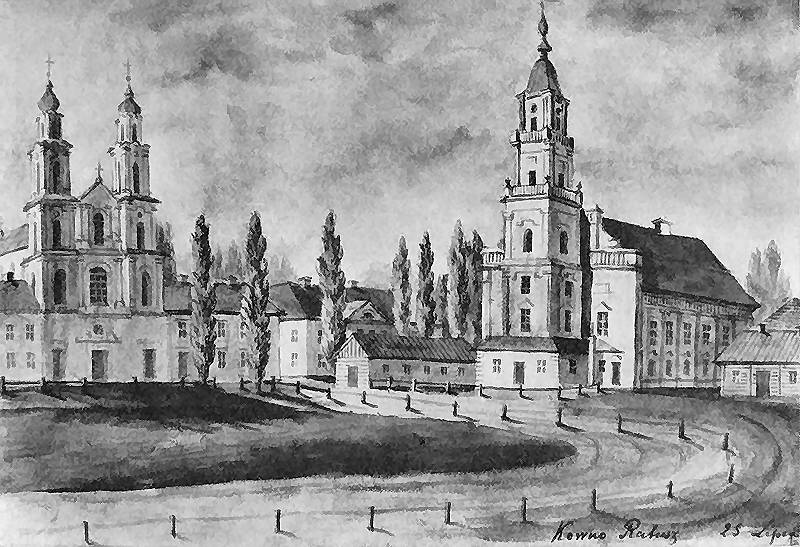
Ратуша (XIX век, Наполеон Орда)

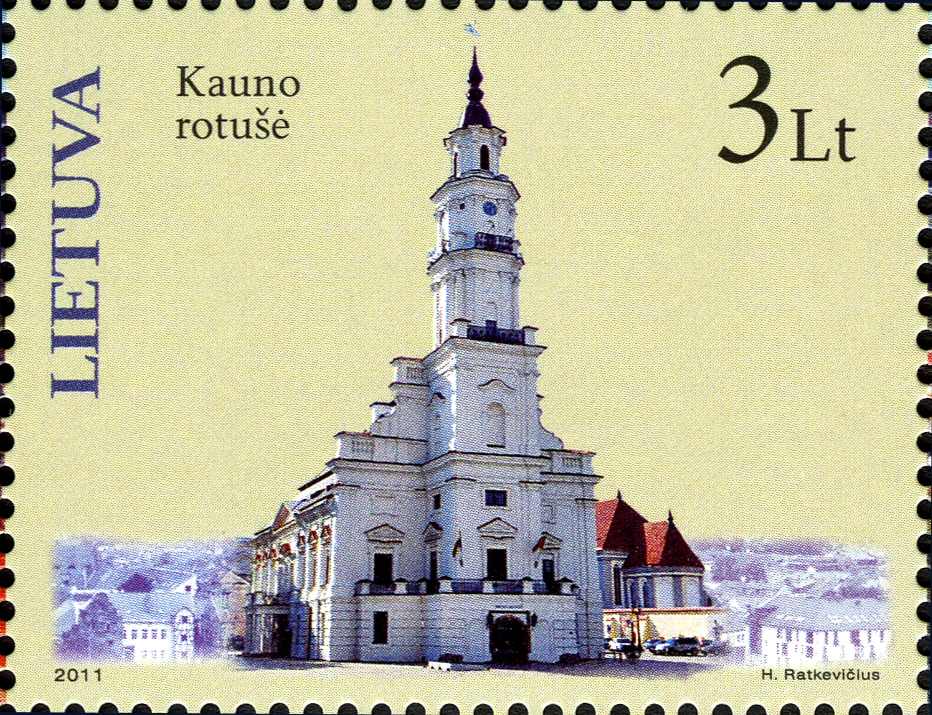
Почтовая марка Литвы (2011)

Каунасская ратуша (лит. Kauno rotušė) стоит посреди ратушной площади в сердце Старого города Каунаса, Литва.
Здание относится к XVI веку. Сегодня в ратуше располагается Каунасский городской музей, открыта смотровая площадка.

## История
Строительство каунасской ратуши началось в 1542 году. Сначала это было одноэтажное здание с некрашенным фасадом. В XVI веке был достроен второй этаж и 8-этажная башня к востоку от здания. Первый этаж был приспособлен для торговли и тюремщиков, второй — для суда, магистрата, сокровищницы, архива и канцелярии. Подвалы использовались для хранения товаров, а подвал башни — как тюрьма.
В 1638 году была отреставрирована в стиле Возрождения. В 1771—1775 годах вторая реконструкция была совершена архитектором Й. Матекерисом. Он перестроил часть строения, которое было снесено в XVII веке, перепланировал помещения и добавил ещё один этаж башне, украсил ратушу в стиле барокко и классицизма, перестроил фронтон и поставил там статуи великих князей Литвы (уцелели лишь до XIX века).
В 1824 году ратуша использовалась в качестве помещения православной церкви, затем — как склад боеприпасов.
В 1836 году ратуша снова была реконструирована. С 1862 по 1869 год в ней размещались Каунасский городской клуб, русский клуб, пожарная часть и русский театр. В 1869 году в ратуше был размещен каунасский муниципалитет. В 1944 году он был заменен архивом, в 1951 году архив был заменен каунасским техническим институтом.
В 1973 году на первом и втором этажах ратуши был открыт дворец бракосочетаний, подвалы же использовались музеем керамики. В том же году здание было сильно повреждено реконструкцией.
В 2005 году была проведена последняя реконструкция, часть повреждений была устранена, и ратуша была покрашена не белым, а цветом слоновой кости.
Каунасская ратуша зовётся «Белым лебедем». Сегодня она используется для свадебных церемоний, официальных встреч гостей города, подписания соглашений и официальных мероприятий.

## В кино
- В фильме «Приключения принца Флоризеля» ратуша была снята (боковой фасад) под видом дома генерала Венделера.